# 什波蒂夫卡
51°2′6″N 33°26′23″E / 51.03500°N 33.43972°E
什波蒂夫卡（羅馬化：Shpotivka）是位於烏克蘭東北部的村莊，由蘇梅州科諾托普區的杜博夫亞濟夫卡市鎮負責管轄。該村處於羅緬河右岸，距離巴濟利夫卡4公里，海拔高度149米，2001年人口559。

## 著名人物
- 斯捷潘·季莫申科（1878年—1972年），烏克蘭裔美籍力學家